# Bla (banda)
Bla es un grupo indie español formado por Luis García Morais y Belén Chanes, exintegrantes de L-Kan.

## Historia
Ante la inactividad de L-Kan dos de sus miembros, Luis García y Belén Chanes, deciden emprender un nuevo proyecto con una sonoridad más pop, sin dejar el humor característico del tontipop, que titulan, inicialmente, Bla!.
Debutaron en los escenarios con un concierto en la sala Neu! de Madrid, compartiendo noche con Cola Jet Set, el 6 de febrero de 2010.

La mejor enfermedad (Elefant Records), su álbum debut, salió a la venta en marzo de ese mismo año, recibiendo numerosas críticas positivas.

"(...) una propuesta refrescante, original, novedosa y sobre todo divertida".
PlayGround

En 2010 tocaron en el Primavera Sound, dentro del show Guateque Elefant Party, junto a otros grupos de la discográfica catalana.

## Miembros
- Luis García Morais.
- Belén Chanes Gálvez.

En concierto, a menudo les acompañan Gabriel Marijuan, batería, y Ana Pérez Cabanes, teclado y voz.

## Discografía

### Álbumes
- 2010: La mejor enfermedad (Elefant Records).[1]

1. "Tú fíjate".
2. "Te espío y te archivo".
3. "La mejor enfermedad".
4. "Cómo seremos".
5. "Yo soy como Portugal".
6. "La lluvia, el viento, los contratiempos".
7. "Los ex novios".
8. "Mira lo que se oye cuando estamos callados".
9. "El señor de ese bar".
10. "Siempre hay una más".
11. "La canción que no llegó a serlo".

### Vídeos musicales
- "Te espío y te archivo", dirigido por Nadia Mata Portillo.[1]
- "Yo soy como Portugal", dirigido por Lluís Prieto.[8]